# Емблема Джамми та Кашміру
Емблема Джамми та Кашміру — офіційний символ, який використовується для представлення уряду Джамму та Кашміру, регіону, що знаходиться під управлінням Індії як території союзу.
Між 1947 і 2019 роками Джамму і Кашмір управлявся як штат Джамму і Кашмір. 31 жовтня 2019 року штат було реорганізовано на дві союзні території — Джамму і Кашмір і Ладакх. Нова союзна територія Джамму і Кашмір ще не прийняла чіткого символу для офіційного використання, а натомість використовує слова «Уряд Джамму і Кашміру» в офіційних документах окремо або разом із Державним гербом Індії.

## Історія

### 1947—1952 роки
Спочатку штат Джамму та Кашмір продовжував використовувати герб Князівства Джамму та Кашмір.

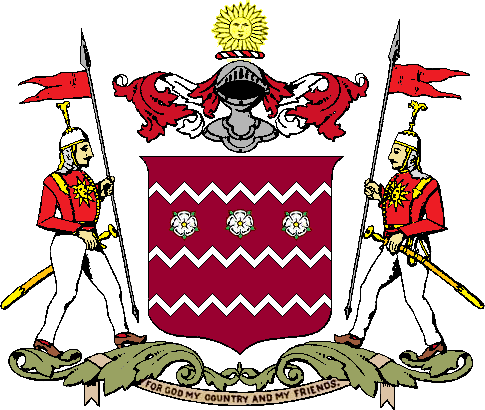
Герб князівства Джамму та Кашмір
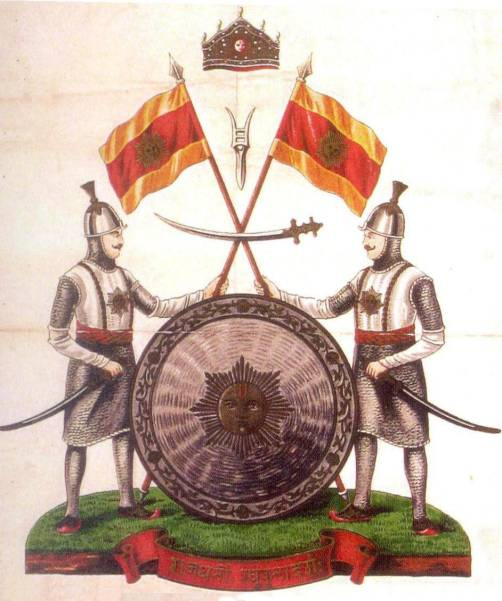
Герб Мамараджі Джамми та Кашміру
Прапор князівства Джамму та Кашмір (1936–1952)

### 1952—2019рр.
Нова емблема була прийнята штатом Джамму та Кашмір у листопаді 1952 року, коли монархію було офіційно скасовано. Його розробив Мохан Райна. Емблема виконана в стилі соціалістичної геральдики. Центральним елементом на ній була зображена квітка лотоса, що підіймається з озера. Озеро було оточене двома плугами та підкріплено колосками. Нижче трикутне зображення гірської вершини та банер із назвою штату англійською мовою. Три широкі смуги, зображені в озері, представляли три географічні області штату на момент прийняття емблеми: регіон Джамму, регіон Кашмір і Ладакх.

Емблема штату Джамму та Кашмір (1952–2019)
Прапор штату Джамму та Кашмір (1952–2019)

### 2019–тепер
31 жовтня 2019 року штат Джамму і Кашмір був реорганізований у дві союзні території, Союзні території Джамму і Кашмір і Ладакх. Нова союзна територія Джамму і Кашмір ще не прийняла окремої емблеми та замість цього використовує слова «Уряд Джамму і Кашміру» в офіційних документах окремо або разом з емблемою Індії.

Емблема, яка використовується Союзною територією Джамму та Кашмір
Прапор Союзної території Джамму та Кашмір